# Raga rock
Raga rock – gatunek rocka w którym wprowadzono orientalne rytmy i instrumenty. Narodził się w Wielkiej Brytanii na fali fascynacji kulturą Indii w latach 1965-1970.

## Przykładowe piosenki
- „Norwegian Wood”, „Love You To”, „Within You Without You”, „The Inner Light”, i „Tomorrow Never Knows” – The Beatles
- „See My Friends” i „Fancy” – The Kinks
- „Heart Full of Soul” i „White Summer” – The Yardbirds
- „Paper Sun” – Traffic
- „The Mad Hatter's Song” – The Incredible String Band
- „Square Room”, „Just On Conception” i „Black Widow Spider” – Them
- „Eight Miles High”, „Why”, „Thoughts And Words”, „I See You”, „Mind Gardens” i „Moog Raga” – The Byrds
- „Three Kingfishers” – Donovan
- „Paint It, Black” i „Gomper” – The Rolling Stones
- „Om” – The Moody Blues
- „Death” – The Pretty Things
- „Behind the Sun” – The Red Hot Chili Peppers
- „Venus in Furs” – The Velvet Underground
- „The End” – The Doors
- „Girl in Your Eye” – Spirit
- „Você Sabe” – Os Mutantes(inne języki)
- „The Bazaar” – The Tea Party
- „Tattva”, „Govinda”, „Radhe Radhe”, „Namami Nanda-Nandana” i „Song of Love/Narayana” – Kula Shaker
- „Setting Sun” – The Chemical Brothers
- „Who Feels Love?” – Oasis
- „It Can Happen” – Yes
- „Taste of India” – Aerosmith
- „Head Down” – Soundgarden
- „Love Is the Answer” – Weezer
- „Knees of My Bees”, „Eight Easy Steps” i „Citizen of the Planet” – Alanis Morissette
- „Animal Skins” – Crack the Sky(inne języki)
- „King of Birds” i „You” – R.E.M.
- „She's as Beautiful as a Foot” – Blue Öyster Cult